# Al-Aʿla
Al-Aʿla (arabisch الأعلى al-Aʿlā ‚Der Allerhöchste‘) ist die 87. Sure des Korans, sie enthält 19 Verse. Die Sure gehört zu den frühen Teilen des Korans, die in Mekka offenbart wurden (610–615). Ihr Titel bezieht sich auf den ersten Vers.
Die Sure erinnert an die Allmacht des Schöpfers und sein Wirken in der Natur. Zudem ermutigt sie Mohammed, seine Botschaft auszurichten, auch wenn sie nicht von allen Menschen angenommen wird. Die beiden Schlussverse 18 und 19 erwähnen die „früheren Blätter von Abraham und Moses“, die auch in Sure 20 (Vers 133) und Sure 53 (Vers 36–37) zur Sprache kommen und sich auf die Buchbesitzer beziehen.